# Kašov
Kašov este o comună slovacă, aflată în districtul Trebišov din regiunea Košice. Localitatea se află la altitudinea de 159 m deasupra n.m., se întinde pe o suprafață de 8,88 km2 și în 2017 număra 292 de locuitori.

## Istoric
Localitatea Kašov este atestată documentar din 1298.

## Demografie
| An:                | 1994 | 2004    | 2014   | 2024   |
| ------------------ | ---- | ------- | ------ | ------ |
| Număr de persoane: | 354  | 278     | 288    | 294    |
| Diferență:         |      | −21,46% | +3,59% | +2,08% |

| An:                | 2023 | 2024   |
| ------------------ | ---- | ------ |
| Număr de persoane: | 288  | 294    |
| Diferență:         |      | +2,08% |